# Saint-Vallier, Charente

Saint-Vallier este o comună în departamentul Charente, Franța. În 1 ianuarie 2022 avea o populație de 138 de locuitori.